# Maidu
El maidu /ˈmaɪduː/, també maidu del nord-est o maidu de la Muntanya, és una llengua en greu perill d'extinció del grup de les llengües maidu parlada pels maidus tradicionalment a l'est i a les muntanyes al sud de Lassen Peak i als drenatges del riu American i del riu Feather. Aquestes regions fluvials inclouen aquestrs valls a les muntanyes de Sierra Nevada al nord de Califòrnia com: Indian Valley, American Valley Butte Valley i Big Meadows. El terme maidu també pot referir-se a les llengües emparentades konkow i nisenan.

## Història
Els pobles maidus anteriors al contacte vivien en una societat dedicada a la caça i recol·lecció a parts del centre de Califòrnia. Aquests pobles vivien en una àrea al voltant del que ara s'anomena Mount Lassen, Honey Lake, Sacramento i el llac Tahoe. Parlaven llengües estretament relacionades incloent l'actual maidu, konkow i nisenan, juntament amb el chico i altres variacions extingides.

## Esforços de revitalització
Farrell Cunningham, un dels més joves parlants amb fluïdesa de yamani maidu, va ensenyar "classes de llengua maidu de la muntanya a Greenville, Susanville, Nevada City id Auburn", i fou actiu amb el Teatre Maidu a Nevada City, fins a la seva mort l'11 d'agost de 2013, a l'edat de 37 anys. Altres parlants restants podien pertànyer a la ranxeria Berry Creek d'indis maidu. S'han fet actius esforços de revitalització de l'idioma en curs des de 2004. Pel 2011 hom podia rebre classes en maidu al comtat de Nevada (Califòrnia).

## Fonologia
Notació: en la discussió fonològica, els símbols fonètics són tancats en barres / /, els al·lòfons en claudàtors [ ], mentre que els símbols entre parèntesis () representen ortografia no IPA.

### Consonants
El maidu té divuit fonemes consonàntics. Les consonants que s'enumeren a continuació són del sistema de transcripció utilitzat per Shipley. La transcripció IPA equivalent apareix entre parèntesis quan és diferent de l'ortografia de Shipley.
|            |          | Labial | Alveolar | Palatal  | Velar | Glotal |
| ---------- | -------- | ------ | -------- | -------- | ----- | ------ |
| Oclusiva   | plana    | p      | t        | c [tʃ]   | k     | ʔ      |
| Oclusiva   | ejectiva | pʼ     | tʼ       | cʼ [tʃʼ] | kʼ    |        |
| Oclusiva   | sonora   | b [ɓ]  | d [ɗ]    |          |       |        |
| Fricativa  | sorda    |        | s        |          |       | h      |
| Nasal      | plana    | m      | n        |          |       |        |
| Aproximant | plana    | w      | l        | j        |       |        |

En els anys 1950 i 1960, els parlants de major edat conservaven les oclusives palatals sordes /c, c'/ on els parlants més joves utilitzen les innovadores africades palatals /tʃ, tʃʼ/, potser manllevades de l'anglès. (Shipley   1964)
La notació /j/ representa una semivocal palatal, el mateix que es pronuncia y en anglès yes. Les oclusives sonores (b, d) són implosives, però no contrasten amb les oclusives sonores simples.
Abans de les oclusives velars /k, k'/, /m/ es pronuncia com [ŋ].

### Vocals
Hi ha sis fonemes vocals en maidu. Una vegada més, la carta mostra el sistema ortogràfic usat per Shipley.
|         | Anterior | Central | Posterior |
| ------- | -------- | ------- | --------- |
| Alta    | i        | y [ɨ]   | u         |
| Mitjana | e        |         | o         |
| Baixa   |          | a       |           |